# Sárpilis
Sárpilis ist eine ungarische Gemeinde im Kreis Szekszárd im Komitat Tolna. Zur Gemeinde gehört der nördlich gelegene Ortsteil Kispilis.

## Geografische Lage
Sárpilis liegt ungefähr 12 Kilometer südöstlich des Komitatssitzes und der Kreisstadt Szekszárd. Nachbargemeinden sind Bátaszék, Decs und Várdomb. Etwa 13 Kilometer östlich fließt die Donau in Nordsüdrichtung an der Gemeinde vorbei.

## Geschichte
Im Jahr 1907 gab es in Sárpilis 151 Häuser und 791 Einwohner auf einer Fläche von 3814 Katastraljochen. Der Ort gehörte zu dieser Zeit zum Bezirk Központ im Komitat Tolna.

## Gemeindepartnerschaft
- Chilieni, Rumänien

## Sehenswürdigkeiten
- Heimatmuseum (Tájház)
- Reformierte Kirche, erbaut Ende des 18. Jahrhunderts (Spätbarock)

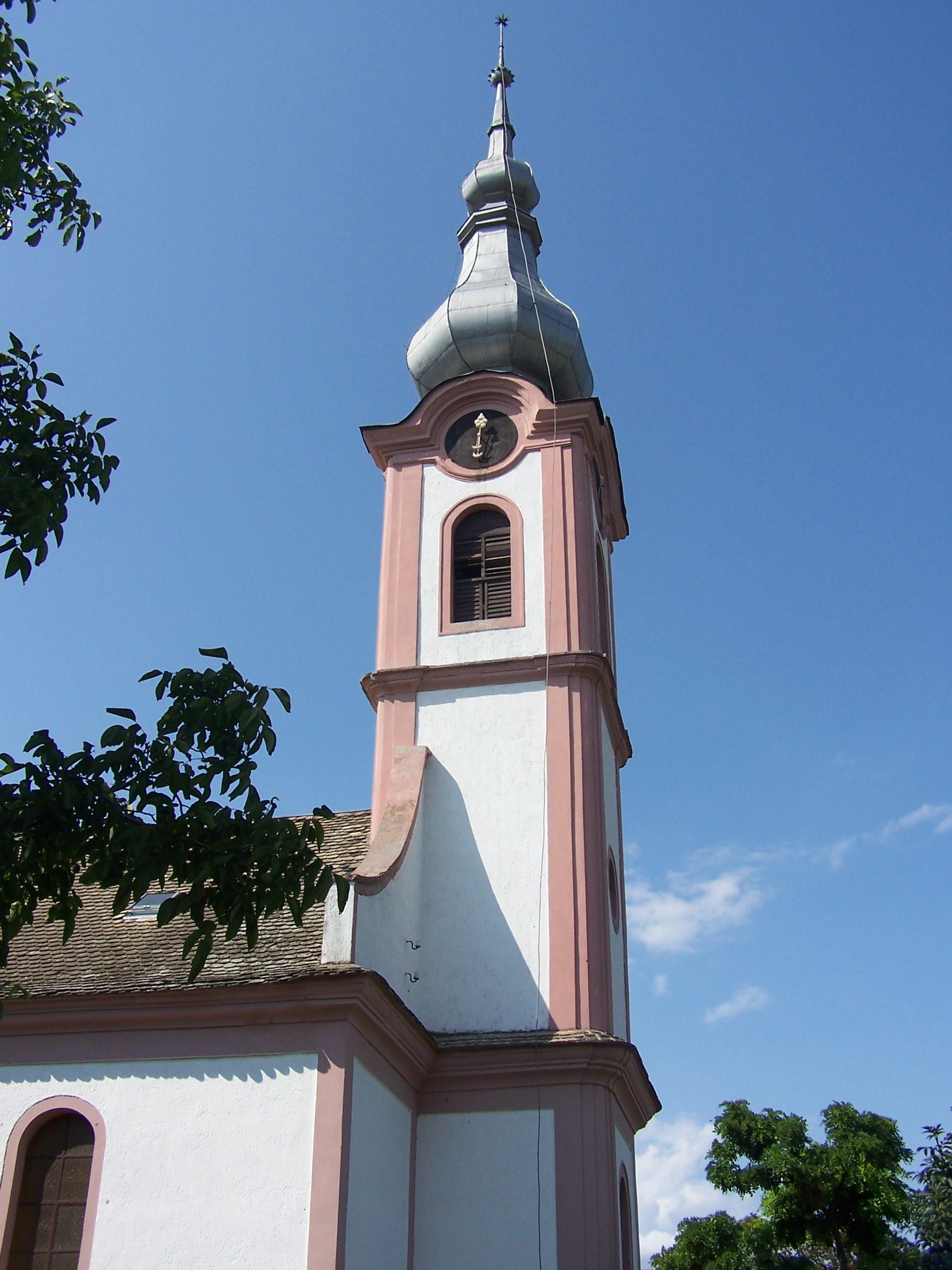
Reformierte Kirche in Sárpilis

- Weltkriegsdenkmal

## Verkehr
Durch Sárpilis führt die Landstraße Nr. 5113. Es bestehen Busverbindungen über Decs und Őcsény nach Szekszárd sowie nach Várdomb und Bátaszék. Der Personenverkehr am Bahnhof Sárpilis-Várdomb wurde 2009 eingestellt, so dass Reisende die nächstgelegenen Bahnhöfe in Bátaszék oder Decs nutzen müssen.